# Lasioderma semirufum
Lasioderma semirufum är en skalbaggsart som beskrevs av Henry Clinton Fall 1905. Lasioderma semirufum ingår i släktet Lasioderma och familjen trägnagare. Inga underarter finns listade i Catalogue of Life.